# Johannes Järhult
Nils Johannes Järhult, född 2 augusti 1944 i Överluleå församling, Norrbottens län, är en svensk läkare, kirurg och professor. 
Järhult är professor i kirurgi vid Linköpings universitet och överläkare vid kirurgiska kliniken på Länssjukhuset Ryhov i Jönköping. 
Flera böcker har han gett ut, däribland Kirurgiboken tillsammans med Karsten Offenbartl, en uppslagsbok för vårdpersonal och läromedel för vårdutbildningar. Den kom 2006 ut i en reviderad fjärde upplaga.
Johannes Järhult är son till lektor David Järhult och författaren Gunlög Järhult, ogift Mosesson, samt bror till skribenten Ragnar Järhult.
Han är sedan 1967 gift med Eva Järhult (född 1946) som är medförfattare till boken Människokroppen.